# トルトラ
トルトラ（イタリア語: Tortora）は、イタリア共和国カラブリア州コゼンツァ県にある、人口約6,200人の基礎自治体（コムーネ）。

## 地理

### 位置・広がり

#### 隣接コムーネ
隣接するコムーネは以下の通り。括弧内のPZはポテンツァ県所属を示す。
- アイエータ
- ライーノ・ボルゴ
- ラウリーア (PZ)
- マラテーア (PZ)
- プラーイア・ア・マーレ
- トレッキナ (PZ)